# Metropolia Honiara
Metropolia Honiara − jedyna metropolia rzymskokatolicka na Wyspach Salomona.

## Diecezje wchodzące w skład metropolii
- Archidiecezja Honiara
- Diecezja Auki
- Diecezja Gizo